# Classe Ondatra
La classe Ondatra, projet 1176, est une classe de navire de débarquement russe.

## Navires
On compte 42 navires de la marine soviétique et de la marine russe.
| Nom                        | Constructeurs                   | Laid down     | Launched          | Commissioned      | Statut                             | Notes |
| -------------------------- | ------------------------------- | ------------- | ----------------- | ----------------- | ---------------------------------- | ----- |
| D-335                      | chantier naval de la mer d'Azov |               |                   | 1 décembre 1971   | décommissionné en 1990             |       |
| D-236                      | chantier naval de la mer d'Azov |               |                   | 1 décembre 1974   | décommissionné en 1990             |       |
| MDK-01 (ex-D-237)          | chantier naval de la mer d'Azov |               |                   | 13 décembre 1974  | depuis 1992 dans la Georgian Navy  |       |
| D-393                      | chantier naval de la mer d'Azov |               |                   | 1975              | décommissionné en 1993             |       |
| D-392                      | chantier naval de la mer d'Azov |               |                   | 30 décembre 1975  | décommissionné en 1996             |       |
| D-634                      | chantier naval de la mer d'Azov |               |                   | 1 juin 1976       | décommissionné en 1993             |       |
| D-395                      | chantier naval de la mer d'Azov |               |                   | 1976              | décommissionné en 1995             |       |
| D-704                      | chantier naval de la mer d'Azov |               |                   | 30 juillet 1976   | Active                             |       |
| D-705                      | chantier naval de la mer d'Azov |               |                   | 1 septembre 1976  | décommissionné en 1995             |       |
| D-706                      | chantier naval de la mer d'Azov |               |                   | 1 décembre 1976   | décommissionné en 1995             |       |
| D-441                      | chantier naval de la mer d'Azov |               |                   | 30 avril 1976     | décommissionné en 1998             |       |
| D-444                      | chantier naval de la mer d'Azov |               |                   | 22 novembre 1977  | décommissionné en 2002             |       |
| D-705                      | chantier naval de la mer d'Azov |               |                   | 22 novembre 1977  | décommissionné en 1995             |       |
| D-448                      | chantier naval de la mer d'Azov |               |                   | 30 novembre 1977  | décommissionné en 2002             |       |
| D-280                      | chantier naval de la mer d'Azov |               |                   | 30 juin 1978      | décommissionné en 1996             |       |
| D-282                      | chantier naval de la mer d'Azov |               |                   | 30 septembre 1978 | décommissionné en 2001             |       |
| D-286                      | chantier naval de la mer d'Azov |               |                   | 30 novembre 1978  | décommissionné en 1998             |       |
| D-254                      |                                 |               |                   |                   |                                    |       |
| D-304                      |                                 |               |                   | 30 décembre 1978  | décommissionné en 1998             |       |
| D-289                      | chantier naval de la mer d'Azov |               |                   | 1979              | décommissionné en 1994             |       |
| Svatovo (ex-D-305)         | chantier naval de la mer d'Azov |               |                   | 12 janvier 1979   | depuis 1998 dans la Ukrainian Navy |       |
| D-306                      | chantier naval de la mer d'Azov |               |                   | 10 novembre 1980  | décommissionné en 1993             |       |
| D-70                       | chantier naval de la mer d'Azov |               |                   | 30 juillet 1981   | Active                             |       |
| Azov'                      | chantier naval de la mer d'Azov |               |                   | 20 mai 1981       | Active                             |       |
| D-464                      | chantier naval de la mer d'Azov |               |                   | 30 août 1985      | Active                             |       |
| D-465                      | chantier naval de la mer d'Azov | 28 avril 1986 | 20 septembre 1986 | 30 décembre 1986  | Active                             |       |
| D-288                      |                                 |               |                   | 1990              |                                    |       |
| MDK-02 (ex-D-293)          |                                 |               |                   | 1990              | depuis 1992 dans la Georgian Navy  |       |
| D-263                      | chantier naval de la mer d'Azov |               |                   | 30 novembre 1987  | décommissionné en 2008             |       |
| D-295                      | chantier naval de la mer d'Azov |               |                   | 30 décembre 1989  | en reserve                         |       |
| D-460                      | chantier naval de la mer d'Azov |               |                   | 30 juin 1989      | décommissionné en 2005             |       |
| D-325                      | chantier naval de la mer d'Azov | 15 mars 1990  | 30 août 1990      | 30 décembre 1991  | Active                             |       |
| D-148                      | chantier naval de la mer d'Azov |               |                   | 30 décembre 1993  | Active                             |       |
| D-365                      | chantier naval de la mer d'Azov |               |                   | 1994              | Active                             |       |
| PSKA-771                   | chantier naval Vympel           |               |                   | 1995              |                                    |       |
| PSKA-772                   | chantier naval Vympel           |               |                   | 1995              |                                    |       |
| D-182                      | chantier naval de la mer d'Azov |               |                   | 15 août 1996      | Active                             |       |
| D-185                      | chantier naval de la mer d'Azov |               |                   | 30 décembre 2000  | Active                             |       |
| Nikolaï Rubtsov (ex-D-163) | chantier naval Sokoloskaïa      |               |                   | 7 décembre 2005   | Active                             |       |
| D-57                       | Vostochnaya Verf                |               |                   | 23 novembre 2007  | Active                             |       |
| D-184                      | chantier naval Sokoloskaïa      |               |                   | 2008              | Active                             |       |
| D-106                      | chantier naval Sokoloskaïa      |               |                   | 23 novembre 2009  | Active                             |       |